# نينا زيمر
نينا زيمر (بالألمانية: Nina Zimmer)‏ هي مؤرخة الفن ألمانية، ولدت في 1973.

## وصلات خارجية
- نينا زيمر على موقع مونزينجر (الألمانية)